# Charles Brooks
Charles Brooks, Jr., (1 de septiembre de 1942 – 7 de diciembre de 1982) fue un criminal norteamericano, condenado a pena de muerte y ejecutado en 1982. Fue la primera persona ejecutada en Estados Unidos con una inyección letal y el primer reo ejecutado en el estado de Texas desde 1964.

## Biografía
Brooks se crio en una familia acomodada de Fort Worth (Texas). Asistió a IM Terrell High School, donde practicó fútbol. Antes de los hechos por los que fue condenado a muerte, había cumplido otra condena por posesión ilegal de armas de fuego.
El 14 de diciembre de 1976, Brooks fue a un negocio de coches usados y pidió probar uno de los automóviles. El mecánico, David Gregory, le acompañó. Después de recoger a su cómplice, Woody Loudres, introdujeron al mecánico en el maletero del coche y lo llevaron hasta un motel. Allí, el mecánico fue atada a una silla, amordazado con cinta adhesiva y luego le dispararon en la cabeza. Ni Brooks ni Loudres dijeron quien efectuó el disparo. Loudres, a cambio de su testimonio en el juicio,  recibió una sentencia de 40 años, mientras que Brooks fue condenado a la pena de muerte.
El Tribunal Supremo de Estados Unidos rechazó por 6 votos contra 3, la petición de aplazamiento de la ejecución. La Junta de Indultos y Libertad Condicional recomendó por 2-1 que la ejecución debía proseguir.

## Ejecución
Después de una última cena compuesta por T-bone steak, patatas fritas, ketchup, Salsa Worcestershire, galletas, cobbler de melocotón y té helado, Brooks fue llevado a la cámara de ejecución en la Unidad de Huntsville de Huntsville Texas.  Brooks fue ejecutado el 7 de diciembre de 1982. Fue la primera persona en ser ejecutada mediante una inyección letal y fue ejecutado a pesar de las dudas existentes sobre su intervención en el asesinato de David Gregory. Incluso el fiscal solicitó la conmutación de la condena a muerte, porque nadie podía saber quien de los dos acusados había cometido el asesinato.